# In the Nightside Eclipse
In the Nightside Eclipse è il primo album in studio del gruppo musicale norvegese Emperor, pubblicato il 21 febbraio 1994 dalla Candlelight Records.
È stato inserito in 4ª posizione nella lista "Migliori album Black Metal secondo Decibel".

## Descrizione
L'album contiene due delle loro canzoni più conosciute, I Am the Black Wizards e Inno a Satana, ed è considerato uno dei lavori meglio riusciti del genere black metal. È stato registrato nel luglio 1993 al Grieghallen ed è stato pubblicato l'anno seguente.
L'edizione rimasterizzata del 1999 contiene due cover (dei Bathory e Mercyful Fate); inoltre l'Intro viene incorporata nella traccia numero due Into the Infinity of Thoughts, che diventa così la traccia numero uno con una durata totale di 9 minuti e 4 secondi.
La versione del 2004 contiene materiale multimediale di un live show a Oslo per la canzone Towards the Pantheon, più altre registrazioni live del 1997.

### Stile musicale, composizione e tematiche
In the Nightside Eclipse viene spesso indicato come una delle influenze pionieristiche del genere symphonic black metal. Anche se tutti gli elementi chiave del black metal sono presenti, l'uso delle tastiere per realizzare sezioni sinfoniche sono una particolarità dell'album e donano un caratteristico sound d'atmosfera all'opera.
La maggior parte del materiale che costituisce l'album fu scritto e registrato prima che la band entrasse in studio, tuttavia le sezioni sinfoniche furono composte direttamente in sala d'incisione, dato che all'epoca, il gruppo non aveva nemmeno un tastierista fisso in formazione. Alcuni dei testi sulla versione finale dell'album furono parzialmente scritti da Mortiis prima che uscisse dalla band. Samoth ha suggerito che il frequente uso della parola "emperor" nei testi fosse una sorta di metafora, "per la nostra propria entità, il Signore oscuro, il Diavolo, il possente e il mitico". Samoth ha citato il potere della natura in Norvegia come una delle maggiori ispirazioni per la musica degli Emperor e per questo album in particolare. Inoltre, i testi esprimono una fascinazione per l'epoca dei vichinghi, Tolkien, Dracula, e per "qualsiasi cosa correlata con la Transilvania, i Carpazi, le foreste oscure dell'Europa orientale, e il folklore". Ihsahn, tuttavia, spiegò di non aver mai letto libri di Tolkien, sebbene possa aver "inconsciamente" fatto ricorso a termini mutuati dal linguaggio fantasy.

### Registrazione e produzione
L'album è stato co-prodotto da Pytten, che aveva prodotto De Mysteriis Dom Sathanas dei Mayhem e l'album di debutto di Burzum, come anche Immortal ed Enslaved. Per quanto l'album sia stato registrato nel luglio 1993, il missaggio dei brani non fu approntato fino all'anno successivo a causa degli arresti di Faust e Samoth. Alla fine, solo Ihsahn e Samoth furono presenti al missaggio dell'album, anche se ricevettero suggerimenti ed indicazioni dagli altri via lettera. Ihsahn era ammalato durante la registrazione del disco, e Tchort ricorda che letteralmente "sputava sangue" durante le sessioni in studio.

### Copertina
L'immagine di copertina è stata disegnata da Necrolord (all'anagrafe Kristian Wåhlin), e raffigura un'orda di orchi in viaggio verso Minas Morgul. La parte sotto al logo della band si basa su una sezione di un'incisione opera di Gustave Doré. La stessa sezione fu utilizzata anche come copertina dell'EP Emperor.

## Accoglienza
| Recensione     | Giudizio |
| -------------- | -------- |
| AllMusic       | [ 4 ]    |
| Piero Scaruffi | [ 5 ]    |
| Sputnikmusic   | [ 6 ]    |

Nella sua recensione, Steve Huey del sito web AllMusic assegnò al disco cinque stelle su cinque, scrivendo: "In the Nightside Eclipse dimostra ragionevolmente che ci sono vere ambizioni e sostanza nel mondo del black metal. [...] [l'album] in qualche modo è riuscito a catturare l'essenza del genere mentre riscriveva completamente le regole dello stesso", aggiungendo poi: "il primo [album] che fonde black metal con elementi progressive e sinfonici, preparando il terreno per una serie di future sperimentazioni nel genere, [...] Come tale, possiede certamente l'eredità più longeva di qualsiasi altra cosa prodotta dalla sanguinosa prima ondata norvegese, e si classifica come uno dei più importanti album heavy metal degli anni novanta". Nel 2005, l'album è stato inserito alla posizione numero 292 nel libro The 500 Greatest Rock & Metal Albums of All Time della rivista Rock Hard. Kyle Ward di Sputnikmusic diede all'album 5 stelle su 5 scrivendo: "In the Nightside Eclipse è un capolavoro grazie al bilanciamento compositivo. Questo permette agli elementi sinfonici di essere prepotenti senza rubare lo spettacolo - un attributo la cui mancanza ha dimostrato di essere la caduta di innumerevoli altre band symphonic black metal. Questo è ancora, al suo interno, un disco duro, oscenamente pesante, e bisogna solo posizionarsi nel vortice di tracce come I Am the Black Wizards per capire che qui c'è molto di più che sinfonie all'opera".
L'album è ampiamente considerato una delle uscite più importanti nella storia del black metal, particolarmente riguardo alla seconda ondata di inizio anni novanta, ed è stato frequentemente descritto come un classico dai critici musicali. L'album è stato d'ispirazione per molti gruppi di metal estremo, e molti lo considerano il primo vero album di symphonic black metal. Kyle Ward di SputnikMusic accredita gli Emperor di aver "[portato] il genere in una direzione adesso vista come una naturale estensione della sfera di influenza del black metal". Si tratta dell'unico album degli Emperor a vedere Tchort al basso, che in seguito sarebbe entrato a far parte di Carpathian Forest, Blood Red Throne, ed altri gruppi. Nel 2005, la rivista Decibel ha inserito l'album nella propria Hall of Fame, scrivendo che "sin dalla sua pubblicazione del 1995, In the Nightside Eclipse stabilì gli Emperor come i regnanti supremi di uno stile più complesso, atmosferico, chiamato "symphonic black metal". Definirono inoltre il disco "uno degli album storicamente più affascinanti e influenti dal punto di vista sonoro negli annali del metal estremo". Inoltre, nell'autunno del 2010 In the Nightside Eclipse venne inserito in 4ª posizione nella lista dei "Migliori album Black Metal secondo Decibel". Nel 2009, Loudwire lo nominò il 18º miglior album di debutto di sempre. Nel 2009, IGN incluse In the Nightside Eclipse nella lista "10 Great Black Metal Albums" da loro redatta; secondo IGN: "Gli Emperor ispirarono l'ondata di gruppi black metal apertamente tecnici che avrebbero governato l'underground nei primi anni 2000. Dimmu Borgir e Cradle of Filth devono molto a questo album". Nel luglio 2014, In the Nightside Eclipse è stato inserito al terzo posto nella lista di Guitar World "Superunknown: 50 Iconic Albums That Defined 1994". Matt Heafy dei Trivium scrisse che gli "Emperor avevano creato un suono unico nella loro combinazione di classicismo e convenzioni moderne del metal, che non erano mai state eseguite con tale precisione".

## Tracce
Testi di Ihsahn & Samoth (eccetto dove indicato), musiche di Ihsahn & Samoth.
1. Intro – 0:50
2. Into the Infinity of Thoughts – 8:14
3. The Burning Shadows of Silence – 5:36
4. Cosmic Keys to My Creations & Times – 6:06 (testo: Ihsahn, Samoth, Mortiis)
5. Beyond the Great Vast Forest – 6:01
6. Towards the Pantheon – 5:57
7. The Majesty of the Nightsky – 4:54
8. I Am the Black Wizards – 6:01 (testo: Ihsahn, Samoth, Mortiis)
9. Inno a Satana – 4:48

Tracce aggiuntive nella versione rimasterizzata del 1999
1. A Fine Day to Die – 8:26 – cover dei Bathory
2. Gypsy – 2:54 – cover dei Mercyful Fate

## Formazione
- Ihsahn - voce, chitarra solista, tastiere
- Samoth - chitarra
- Tchort - basso
- Faust - batteria